# کبوتردریایی گالاپاگوس
کبوتردریایی گالاپاگوس(نام علمی: Puffinus subalaris) نام یک گونه از سرده کبوتردریایی‌های آب‌شکاف است.